# Браулије Сарагоски
Свети Браулије (Браулио) или Браулио(н) Сарагоски (Иберијски) је био епископ Сарагосе и учени духовник који је живео у Визиготском краљевству у 7. веку.
У православној цркви помен је 26. марта (8. априла).

## Биографија
Браулио је рођен у племићкој шпанско-римској породици, чији су многи представници били свештеници. Под вођством свог старијег брата Јована, који је 619. године изабран за епископа Сарагоске епархије (под именом Јован II), Браулије је стекао основно образовање и отишао у Хиспалис, где је постао искушеник у манастирској школи, коју је основао Исидор Севиљски. Спријатељивши се са својим ментором, Браулије је био инспирација и уредник Исидорових етимологија.
Године 626. Браулио се вратио у Сарагосу и, након смрти свог старијег брата Јована 631. године, изабран је да га наследи на месту епископа. Браулијњ је био учесник Толедских сабора: Четвртог (633), Петог (636) и Шестог (638), током којих је постао веома познат. Штавише, на последњем сабору дошао је у сукоб са папом Хоноријем I, који је оптужио иберске свештенике да не испуњавају своје пастирске дужности. Познато је да је Браулије, да би одржао мир и стабилност у држави, подржавао визиготске краљеве: тако је, вероватно, помогао краљу Рекесвинту да уреди своју „Књигу суда“, која је касније укључена у Визиготски законик.
Непосредно пре смрти, Браулије се жалио на губитак вида. Умро је 651. године, а Таио је постао његов наследник на епископској столици у Сарагоси. Браулиова гробница је откривена 1290. године на месту будућег храма Нуестра Сигнора дел Пилар.

## Доприноси
На захтев свог брата, епископа Јована II, Браулије од Сарагосе саставио је житије светог Емилијана Кукулата (завршено 639-640), на чијем месту је касније основан манастир Сан Милан де ла Когоља, уврштен на Унескову листу светске баштине од 1997. године. Брауилије је написао и химну у част овог светитеља, која се сматра једном од најбољих песама визиготског периода.
Написао је и око 44 писма, која садрже упутства у духовном животу, пријатељску преписку у којој се расправља о разним богословским и научним питањима из области егзегезе, литургике, аскетизма и хронологије. Међу примаоцима писама били су утицајни људи и свештенство, попут Исидора Севиљског, епископа Еугена II од Толеда, црквени писац Таио, који ће постати следећи епископ Сарагосе, бискуп Браге Фруктуосус, папа Хонорије I, визиготски краљеви Хиндасвинт и Рекесвинт. Ова раније непозната збирка (епистолар) откривена је у 18. веку у Леону и први пут је објављена у Еспана Саграда Енрикеа Флореса.
„Етимологије, или елементи” Исидора Севиљског, у форми у којој је рукопис опстао до данас, систематизовао је и уредио Браулије из Сарагосе. Браулије је додао и Исидорову биографију и списак дела која је написао. Од велике историјске вредности је и преписка Исидора са његовим учеником и пријатељем.